# Sikorsky H-19
Le Sikorsky H-19 (aussi connu sous les noms de S-55 ou Chickasaw) est un hélicoptère de manœuvre et d'assaut construit par la société américaine Sikorsky Aircraft Corporation.
Il a été utilisé par l'armée des États-Unis (United States Army) et l'United States Air Force. Il a également été construit sous licence par Westland Helicopters sous le nom de Westland Whirlwind au Royaume-Uni.
Les modèles de l'United States Navy et de l'United States Coast Guard ont été désignés comme HO4S, tandis que ceux de l'US Marine Corps Aviation ont été désignés HRS. En 1962, les versions de l'US Navy, l'US Coast Guard et de l'US Marine Corps ont toutes été rebaptisées HC-19, comme leurs homologues de l'US Army et de l'US Air Force.

## Design et développement

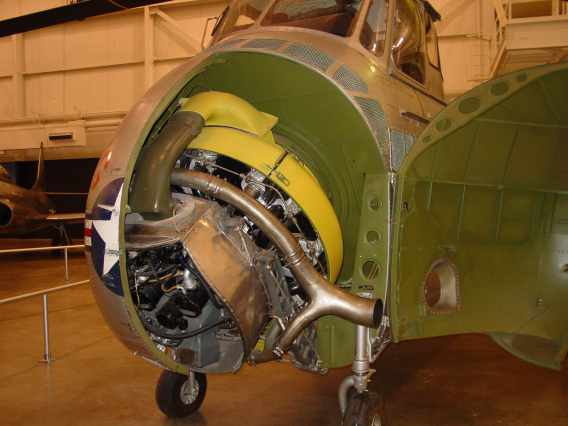
HC-19 américain catégorie Sikorsky H-19

Le premier vol du H-19 a eu lieu le 10 novembre 1949 et il est entré en service en 1950. Plus de 1 000 de ces hélicoptères ont été construits par Sikorsky aux États-Unis. Nombre auquel il faut ajouter les 550 modèles fabriqués sous licence par Westland Helicopters, la Société nationale des constructions aéronautiques du Sud-Est (SNCASE) en France et par Mitsubishi au Japon.
L'hélicoptère a été largement exporté et utilisé par de nombreux pays comme le Portugal, la Grèce, Israël, le Chili, l'Afrique du Sud, le Danemark ou la Turquie.
La version civile S-55, pour le transport de passagers, fut certifiée le 25 mars 1952 (certificat type 1H4). Le 1er septembre 1953 la Sabena, ouvre le premier service international de passagers en hélicoptère, avec trois S-55 au départ de son nouvel héliport de Bruxelles-Allée-Verte.
Les forces armées des États-Unis l'emploi durant la guerre de Corée. Le 24 mars 1951, il est employés pour la première fois pour l'évacuation aérienne des troupes blessées.
Les S-55 français ont été utilisés au combat durant la fin de la guerre d'Indochine (1954) et au début de la guerre d'Algérie (1956). Ils furent rapidement remplacés par le Sikorsky S-58, plus puissant et d'une fiabilité mécanique supérieure.

## Variantes
YH-19Production de 5 premiers S-55 pour évaluation.
H-19AVersion de YH-19 pour l'USAF avec un moteur R-1340-57 de 600 ch, renommé UH-19A en 1962, 50 construits.
SH-19AH-19A modifié pour les secours air-mer, renommé HH-19A en 1962.
H-19BH-19A avec un moteur Wright R-1300-3 plus puissant de 700 ch, renommé UH-19B en 1962, 264 construits.
SH-19BH-19B  modifié pour les secours air-mer, renommé HH-19B en 1962.
H-19CVersion de l'US Army de l'H-19A, renommé UH-19C en 1962, 72 construits.
H-19DVersion de l'US Army de l'H-19B, renommé UH-19D en 1962, 301 construits.
HO4S-1Version de l'US Navy del'H-19A, 10 construits.
H04S-2Projet d'une version pour sauvetage pour l'United States Coast Guard, non fabriqué.
H04S-3Version de l'US Navy et des modèles canadiens par un moteur Wright R-1300 de 700 ch, renommé UH-19F pour les modèles américains) et H04S-3 pour les modèles canadiens en 1962, 79 construits.
HO4S-3GVersion de l'United States Coast Guard de l'HO4S-3, renommé HH-19G en 1962, 30 construits.
HRS-1Version de l'United States Marine Corps de l'HO4S pour l'emport de 8 hommes de troupe, 60 construits.
HRS-2HRS-1 avec nouveaux équipements, 101 construits.
HRS-3HRS-2 avec moteur R-1300-3 de 700 ch, renommé CH-19E en 1962, 105 construits et conversions du HRS-2.
HRS-4Projet de l'HRS-3 avec moteur en étoile Wright R-1820 de 1 025 ch, non construit.

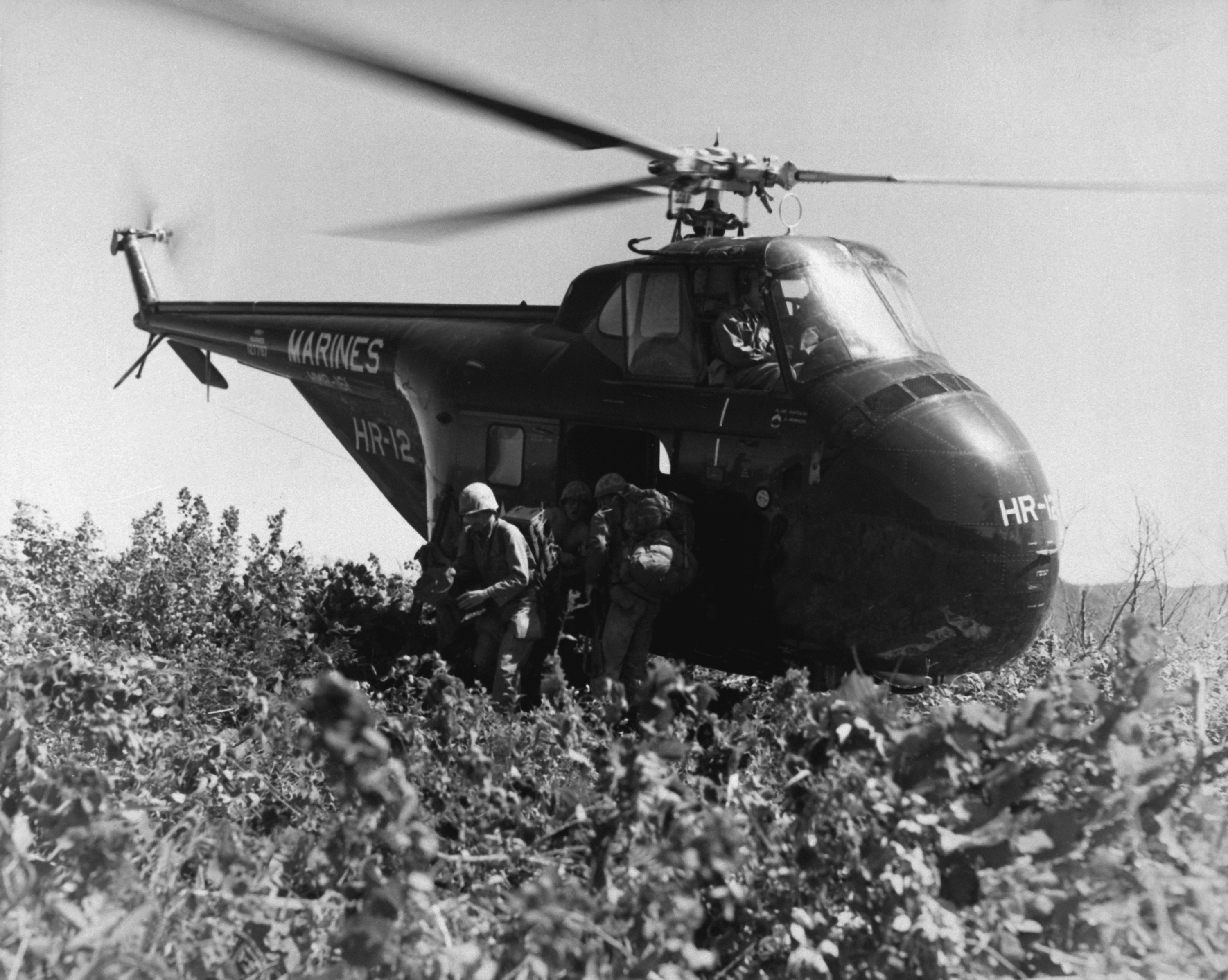
Un hélicoptère H-19 de l'United States Marine Corps Aviation en Corée en 1951.

UH-19AH-19A renommé en 1962.
HH-19ASH-19A renommé en 1962.
UH-19BH-19B renommé en 1962.
HH-19BSH-19B renommé en 1962.
CH-19EHRS-3 renommé en  1962.
UH-19FHO4S-3 renommé en 1962.
HH-19GHO4S-3G renommé en 1962
S-55Version commerciale avec moteur R-1340 de 600 ch.
S-55AVersion commerciale avec moteur R-1300-3 de 800 ch.
S-55CS-55A avec moteur R-1340 de 600 ch
S-55TModifié avec moteur à turbine Garrett AiResearch TPE-331-3U-303 de 650 ch de poussée et équipement modernisé.
S-55QTVersion commerciale. Modèle simplifié pour les excursions au-dessus du Grand Canyon.
OHA-S-55 Heli-CamperVersion commerciale pour Orlando Helicopters.
OHA-S-55 Nite-WriterVersion commerciale utilisée pour tracter des publicités volantes.
OHA-S-55 BearcatVersion commerciale utilisée pour l'agriculture.
OHA-S-55 Heavy LiftVersion commerciale. Utilisée comme grue volante.
QS-55 AggressorsVersion commerciale. Modèle S-55 modifié pour les vols ciblés.
OHA-AT-55 DefenderVersion commercial. Hélicoptère militaire armé
Whirlwind HAR21HRS-2 pour la Royal Navy, 10 construits.
Whirlwind HAS22H04S-3 pour la Royal Navy, 15 construits.
Plus tard, des modèles de Whirlwind ont été construits sous licence.

## Utilisateurs

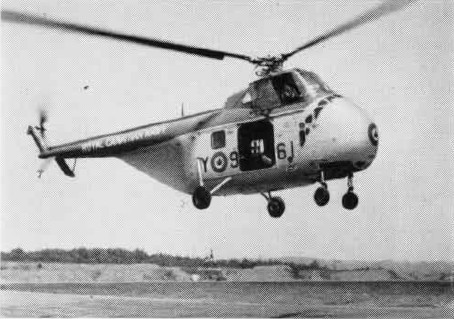
Un HO4S Horse de la MRC au milieu des années 1950.

| - Allemagne de l'Ouest - Argentine - Autriche - Belgique - Brésil - Canada - Chili - Colombie - Corée du Sud - Danemark - République dominicaine - Équateur - Espagne | - États-Unis - France - Grèce - Guatemala - Haïti - Honduras - Inde - Israël - Italie - Japon | - Koweït - Nicaragua - Pakistan - Pays-Bas - Philippines - Portugal - Royaume-Uni - Taïwan - Thaïlande - Turquie - Uruguay - Venezuela - Viêt Nam du Sud |

## Culture populaire
Un Sikorsky H-19 / S-55 de couleur jaune est utilisé par les bandits dans l'album n°4 de la série de bande dessinée Ric Hochet, L'Ombre de Caméléon.

## Source
1. ↑  (en) « Sikorsky S-55/H-19 - History and technical description : The Sikorsky S-55 helicopter in civil service » (consulté le 21 décembre 2016).
2. ↑  « Sabena et les hélicoptères : deuxième partie : les débuts de l'hélicoptère en service pour les passagers », sur flying-zone.be, 2016 (consulté le 21 décembre 2016).
3. ↑  https://www.airandspaceforces.com/article/1000korea/
4. ↑  Patrick Facon, « Les hélicoptères de l’armée de l’Air en Algérie », Connaissance de l'histoire, no 46,‎ juin 1982, p. 12.

- (en) Cet article est partiellement ou en totalité issu de l’article de Wikipédia en anglais intitulé « Sikorsky H-19 » (voir la liste des auteurs).